# Bendis detrahens
Bendis detrahens là một loài bướm đêm trong họ Noctuidae.